# Энгберг, Пер-Микаэль
Пер-Микаэль Энгберг (швед. Per-Mikael Engberg; род. XX век, Финляндия) — финский дипломат, чрезвычайный и полномочный посол Финляндии в Бельгии (2011—2017); ранее — чрезвычайный и полномочный посол Финляндии в Израиле (2007—2011).

## Биография
Родился 9 января 1961 года в Финляндии.
Окончил юридический факультет Хельсинкского университета и поступил на службу в Министерство внутренних дел Финляндии, где проработал шесть лет.
Осенью 1974 года поступил на службе в Министерство иностранных дел Финляндии и прошёл шестимесячную подготовку в посольстве Финляндии в Австрии. В 1976 году был командирован в Генеральное консульство Финляндии в Сан-Франциско, а позднее работал в посольстве Финляндии в Белграде. В 1980-е занимался вопросами экономического сотрудничества в Бонне.
В 1995 году командирован в посольство Финляндии в Австрии, а также представителем Финляндии в Организации промышленного развития ООН и Международном агентстве по атомной энергии в Вене.
В 2000-е работал в посольстве Финляндии в Швеции, а позднее занимался вопросами протокола в МИД Финляндии.
В 2007 году назначен послом Финляндии в Израиле и 17 сентября того же года вручил свои верительные грамоты.
1 сентября 2011 года был назначен на должность чрезвычайного и полномочного посла Финляндии в Бельгии.